# زویا حسین
زویا حسین (به انگلیسی: Zoya Hussain) بازیگر، نویسنده و کارگردان هندی است که بیشتر در فیلم‌های هندی به فعالیت می‌پردازد. او به خاطر بازی در فیلم بوکسورها به کارگردانی آنورانگ کاشیاپ شناخته شده است.

## حرفه
زویا حسین در دهلی به دنیا آمد و بزرگ شد. او حرفه بازیگری خود را با فیلم بوکسورها شروع کرد. او در ابتدا با آنورانگ کاشیاپ ملاقات کرد و متن فیلم‌نامه‌ای را که نوشته بود به او داد و از او خواست تا نظرش را در مورد آن اعلام کند. آنورانگ در مورد آن نظری نداد ولی به زویا پیشنهاد داد تا یک نقش را در فیلم بوکسورها بازی کند که قرار است کارگردانی آن را بر عهده داشته باشد.

## فیلم‌شناسی
| سال  | فیلم                               | نقش           | زبان             | نکات     |
| ---- | ---------------------------------- | ------------- | ---------------- | -------- |
| ۲۰۱۷ | بوکسورها                           | سوناینا میشرا | هندی             |          |
| ۲۰۱۸ | تن اور آدا(Teen Aur Aadha)         |               | هندی             |          |
| ۲۰۱۸ | نامدیو بائو: در جستجوی آرامش       | تارا          | هندی             |          |
| ۲۰۱۹ | کاپیتان سرخ                        | بیوه          | هندی             | [ ۶ ]    |
| ۲۰۲۱ | جنگلبان                            | آرووی/آروی    | تامیل تلوگو هندی |          |
| ۲۰۲۱ | داستان‌های ناگفته (Ankahi Kahaniya) | تانو          | هندی             | آنتولوژی |
| ۲۰۲۴ | بایا جی                            | میتالی        | هندی             |          |

مجموعه اینترنتی
| سال  | نام مجموعه                | نقش              | شبکه                | مرجع   |
| ---- | ------------------------- | ---------------- | ------------------- | ------ |
| ۲۰۲۱ | خسوف                      | اس‌پی امریتا سینگ | دیزنی پلاس هات‌استار | [ ۱۰ ] |
| ۲۰۲۴ | دخترهای بزرگ گریه نمی‌کنند | آلیا لامبا       | آمازون پرایم ویدئو  |        |